# 카린 드레이예르 안데르손
카린 드레이예르 안데르손(Karin Dreijer Andersson, 1975년 4월 7일 ~ )은 스웨덴의 가수이다. 일렉 듀오인 더 나이프(The Knife)의 멤버이다.

## 음반 목록
- Fever Ray (2009)
- Plunge (2017)